# Comté de Changhua
Le comté de Changhua (彰化縣) est un comté de République de Chine (Taïwan). Sa capitale est la ville de Changhua.
Elle représente 1 074,396 km² pour une population totale de 1 312 611 habitants.

## Géographie
Le comté de Changhua est situé dans la partie occidentale de l'île de Taïwan.

## Subdivisions administratives
Le comté comporte 1 ville, 7 communes urbaines et 18 communes rurales.

### Ville
- Changhua (彰化市 Zhānghuà Shì)

### Communes urbaines
1. Beidou (北斗鎮 Běidǒu Zhèn)
2. Erlin (二林鎮 Èrlín Zhèn)
3. Hemei (和美鎮 Héměi Zhèn)
4. Lugang (鹿港鎮 Lùgǎng Zhèn)
5. Tianzhong (田中鎮 Tiánzhōng Zhèn)
6. Xihu (溪湖鎮 Xīhú Zhèn)
7. Yuanlin (員林鎮 Yuánlín Zhèn)

### Communes rurales
1. Dacheng (大城鄉)
2. Dacun (大村鄉)
3. Ershui (二水鄉)
4. Fenyuan (芬園鄉)
5. Fangyuan (芳苑鄉)
6. Fuxing (福興鄉)
7. Huatan (花壇鄉)
8. Pitou (埤頭鄉)
9. Puxin (埔心鄉)
10. Puyan (埔鹽鄉)
11. Shengang (伸港鄉)
12. Shetou (社頭鄉)
13. Tianwei (田尾鄉)
14. Xianxi (線西鄉)
15. Xiushui (秀水鄉)
16. Xizhou (溪州鄉)
17. Yongjing (永靖鄉)
18. Zhutang (竹塘鄉)

## Cours d'eau
- Maoluo